# 田島彩
田島 彩（たじま あや、2月28日 - ）は、日本のチアリーダー、チアリーディング指導者。LifeTyディレクター。チアリーダーとしての登録名はAya。

## 来歴
学生時代に新体操を始め、短期大学を卒業した後に幼稚園教諭として勤めながらダンスの道を志し始めた。
2009年に埼玉西武ライオンズ公式チアリーディングチーム『Blue Winds』でチアリーダーのキャリアをスタート、1年で退団したものの2011年に横浜F・マリノス公式チアリーディングチーム『トリコロールマーメイズ』に移籍した。
2015年にHIPスポーツクラブのチアリーディングチーム『Wings』で講師としての活動を開始すると同年にトリコロールマーメイズを退団、翌2016年にチアダンスユニット『LifeTy』を創設しメンバー兼ディレクターに就任した。チアリーディング指導者としては2017年に社会人チアダンススクールを、2020年にジュニアチアダンススクールをそれぞれ開講した。
2023年からは富士フイルム海老名Minerva AFCのチアリーダーを務めている。

## 人物
以下のプロフィールはトリコロールマーメイズ時代の2012年に発売された「2012横浜F・マリノス20周年記念オフィシャルトレーディングカード」当時のもの。
- ニックネーム：あや、タジー
- 誕生日：2月28日
- 血液型：AかO型
- 趣味：サッカー観戦、ライブ
- 特技：ジャズダンス、睡眠
- 好きな食べ物：チョコ、パン、白玉

## 所属チーム
- 2009年  Blue Winds
- 2011年-2015年  トリコロールマーメイズ
- 2016年-  LifeTy(ディレクター兼任)

## 出演

### テレビ番組
- キックオフ!!F・マリノス（2011年、テレビ神奈川）